# Junge Welt-Pokal 1983
Der Junge Welt-Pokal 1983 war die 35. Auflage des höchsten Fußball-Pokalwettbewerbs der Altersklasse 16–18 auf dem Gebiet der DDR, der vom DFV durchgeführt wurde. Er begann am 7. Mai 1983 mit der Vorrunde und endete am 25. Juni 1983 mit dem Sieg der BSG Stahl Riesa (Pokalsieger 1969 und 1977), die im Finale gegen den Vorjahresfinalisten BSG Wismut Aue gewannen.

## Teilnehmende Mannschaften
Am Junge Welt-Pokal der Junioren für die Altersklasse (AK) 16–18 nahmen die Pokalsieger der 15 Bezirke auf dem Gebiet der DDR und der Titelverteidiger teil, wobei die Mannschaften der Juniorenliga nicht teilnahmeberechtigt waren. Spielberechtigt waren Spieler bis zum 18. Lebensjahr (Stichtag: 1. Juni 1964).
Für den Junge Welt-Pokal qualifizierten sich der Titelverteidiger und folgende fünfzehn Bezirkspokalsieger bzw. dessen Vertreter:
| - Bezirk Rostock BSG Schiffahrt/Hafen Rostock - Bezirk Schwerin SG Dynamo Schwerin - Bezirk Neubrandenburg BSG Baumechanik Neubrandenburg BSG Post Neubrandenburg (TV) - Bezirk Potsdam BSG Motor Süd Brandenburg - Ost-Berlin SG Hohenschönhausen (TV) – Titelverteidiger | - Bezirk Frankfurt (Oder) BSG Chemie PCK Schwedt - Bezirk Magdeburg BSG Lokomotive Stendal - Bezirk Halle BSG Empor Halle - Bezirk Leipzig BSG Chemie Leipzig - Bezirk Cottbus BSG Aktivist Brieske-Senftenberg | - Bezirk Dresden BSG Stahl Riesa - Bezirk Karl-Marx-Stadt BSG Wismut Aue - Bezirk Erfurt BSG Motor Weimar - Bezirk Gera BSG Wismut Gera - Bezirk Suhl BSG Thuringia Oberlind |

## Modus
Der Pokalwettbewerb wurde wie im Vorjahr von der Vorrunde bis zum Finale im K.-o.-System durchgeführt. Die Vorrunde sowie das Viertelfinale wurden nach möglichst territorialen Gesichtspunkten ausgelost und in Hin- und Rückspielen entschieden. Ab dem Halbfinale wurde auf neutralen Plätzen gespielt, wobei die Halbfinalpartien vor einem Aufstiegsspiel zur DDR-Oberliga stattfanden.

## Vorrunde
| Datum                    |                                  | Gesamt |                                | Hinspiel | Rückspiel |
| ------------------------ | -------------------------------- | ------ | ------------------------------ | -------- | --------- |
| So 08. Mai / Sa 14. Mai  | BSG Schiffahrt/Hafen Rostock     | 2:4    | SG Dynamo Schwerin             | 0:1      | 2:3       |
| Sa 07. Mai / Sa 14. Mai  | BSG Chemie PCK Schwedt           | 12:20  | BSG Baumechanik Neubrandenburg | 9:0      | 3:2       |
| Sa 07. Mai / Sa 14. Mai  | BSG Post Neubrandenburg          | 2:1    | BSG Lokomotive Stendal         | 1:0      | 1:1       |
| Sa 07. Mai / Sa 14. Mai  | BSG Empor Halle                  | 1:4    | SG Hohenschönhausen            | 0:1      | 1:3 n. V. |
| Sa 07. Mai / Mi .11. Mai | BSG Chemie Leipzig               | 4:1    | BSG Motor Süd Brandenburg      | 2:0      | 2:1       |
| So 08. Mai / Sa 14. Mai  | BSG Stahl Riesa                  | 4:2    | BSG Wismut Gera                | 2:0      | 2:2 n. V. |
| Sa 07. Mai / Sa 14. Mai  | BSG Aktivist Brieske-Senftenberg | 01:10  | BSG Wismut Aue                 | 1:2      | 0:8       |
| Sa 07. Mai / Sa 14. Mai  | BSG Motor Weimar                 | 4:0    | BSG Thuringia Oberlind         | 3:0      | 1:0       |

## Viertelfinale
| Datum                   |                     | Gesamt |                         | Hinspiel | Rückspiel |
| ----------------------- | ------------------- | ------ | ----------------------- | -------- | --------- |
| So 29. Mai / So 05. Mai | SG Dynamo Schwerin  | 3:4    | BSG Post Neubrandenburg | 0:1      | 3:3       |
| So 29. Mai / So 05. Mai | SG Hohenschönhausen | 7:2    | BSG Chemie PCK Schwedt  | 2:0      | 5:2       |
| So 29. Mai / So 05. Mai | BSG Chemie Leipzig  | 1:3    | BSG Stahl Riesa         | 1:0      | 0:3       |
| So 29. Mai / So 05. Mai | BSG Wismut Aue      | 8:1    | BSG Motor Weimar        | 6:0      | 2:1       |

## Halbfinale
Die Partien fanden vor den Aufstiegsspielen zur DDR-Oberliga BSG Stahl Brandenburg – BSG Stahl Riesa im Brandenburger Stahl-Stadion und vor BSG Wismut Gera – BSG Schiffahrt/Hafen Rostock im Stadion der Freundschaft von Gera statt.
| Datum                  |                         | Ergebnis |                     | Spielort    |
| ---------------------- | ----------------------- | -------- | ------------------- | ----------- |
| So 12. Juni, 12:30 Uhr | BSG Post Neubrandenburg | 1:2      | BSG Stahl Riesa     | Brandenburg |
| Sa 11. Juni, 12:30 Uhr | BSG Wismut Aue          | 4:0      | SG Hohenschönhausen | Gera        |

## Finale
| Paarung         | BSG Stahl Riesa – BSG Wismut Aue |
| Ergebnis        | 2:1 (2:0) |
| Datum           | Samstag, 25. Juni 1983 |
| Stadion         | Alfred-Scholz-Kampfbahn, Welzow |
| Zuschauer       | 2.500 |
| Schiedsrichter  | Reinhard Purz (Cottbus) |
| Tore            | 1:0 Geißler (32.) 2:0 Ziegert (43.) 2:1 Krauß (73., Foulstrafstoß) |
| BSG Stahl Riesa | Rico Nattermann – Jörg Kretzschmar – Holger Ziegert, Michael Geißler , Tino Kuwan – Thomas Breschke, Petro Glatzel, Jens Frenzel – Steffen Herfurth, Thomas Umlauf, Steffen Prasse (85. Lutz Kerper) Cheftrainer: Gert Schumann        |
| BSG Wismut Aue  | Karsten Thost – Ferry Killermann – Sylvio Schaller, Jens Bergner, Thomas Wagner – Böhmer (60. Jens Nebel), Steffen Krauß , Ralf Schneider – Neukirch, Steven Zweigler (46. Jörg Seharsch), Jörg Einsiedel Cheftrainer: Andreas Pekarek |
| Platzverweise   | Kretzschmar (73.) – keine |